# Лесной (Ирбитское муниципальное образование)
Лесной — посёлок в Свердловской области России, входит в Ирбитское муниципальное образование (со статусом городского округа, бывший Ирбитский район), центром которого является город Ирбит. 

## Географическое положение
Посёлок Лесной муниципального образования «Ирбитское муниципальное образование» расположен в 6 километрах (по автотрассе в 6 километрах) к югу от города Ирбит.

## История посёлка
До 1970-х годах назывался Первый Участок Откормсовхоза.

## Транспорт
До посёлка можно доехать на местном такси. Ближайшая железнодорожная станция — Ирбит.